# Che ne è stato di te, Buzz Aldrin?
Che ne è stato di te, Buzz Aldrin? è un romanzo di Johan Harstad, pubblicato in Norvegia nel 2005.
Il libro è stato tradotto in svedese, tedesco, danese, francese, faroese, inglese, polacco, finlandese, olandese, oltre che in italiano.

## Trama
Mattias è nato in un giorno particolare: il 20 luglio 1969, più o meno quando Neil Armstrong sta scendendo dalla navetta dell'Apollo 11 per mettere il piede sulla Luna. Ma Mattias non è ad Armstrong che guarda, ma a Buzz Aldrin, il secondo uomo, quello che tutti dimenticano, quello che vuole farsi dimenticare, e sparisce nella folla.
Non a tutti piace essere i primi, non tutti vogliono dirigere un'azienda, andare in tv, diventare famosi. A qualcuno piace essere invisibile, qualcuno vuole essere la segretaria che resta fuori dalle porte della riunione. Qualcuno vuole vedere il film, non esserci dentro.
La vita di Mattias sta crollando, le sue sicurezze vengono meno e, per una serie di eventi, egli si ritrova a vivere alle Isole Fær Øer, un posto dal quale tutti fuggono, insieme ad alcuni ex pazienti psichiatrici.
Lì, ai confini del mondo, ci accompagnerà nel suo intimo percorso di crescita e di evoluzione.

## Opere derivate
nel 2011 è stata presentata una miniserie televisiva in quattro episodi, Buzz Aldrin, hvor ble det av deg i alt mylderet? (titolo in inglese: Buzz Aldrin, What Happened to You in All the Confusion?); il lavoro, creato da Johan Harstad e Geir Henning Hopland, ha avuto come interpreti Pål Sverre Hagen e Chad L. Coleman

## Edizioni in italiano
- Johan Harstad, Che ne è stato di te, Buzz Aldrin?, traduzione e postfazione di Maria Valeria D'Avino, Milano: Iperborea, 2008